# Trisha Chetty
Trisha Chetty (* 26. Juni 1988 in Durban, Südafrika) ist eine südafrikanische Cricketspielerin die seit 2007 für die südafrikanische Nationalmannschaft spielt.

## Aktive Karriere

### Anfänge in der Nationalmannschaft
Ihr Debüt in der Nationalmannschaft gab Chetty im Januar 2007 bei der Tour gegen Pakistan im WODI-Cricket. Im darauf folgenden Sommer spielte sie auch ihren ersten WTest in den Niederlanden und ihr erstes WTwenty20 gegen Neuseeland. Im März 2009 bestritt sie beim Women’s Cricket World Cup 2009 ihre erste Weltmeisterschaft und erzielte dabei gegen Australien ihr erstes Half-Century über 58 Runs. Im Juni folgte die ICC Women’s World Twenty20 2009, wobei ihre beste Leistung dort abermals gegen Australien 36 Runs waren. Bei einem Sechs-Nationen-Turnier im WODI-Cricket in Südafrika im Oktober 2010 erzielte sie gegen Pakistan ein Fifty über 60* Runs und wurde als Spielerin des Spiels ausgezeichnet. Im darauffolgenden Drei-Nationen-Turnier im WTwenty20-Cricket konnte sie ein weiteres Fifty über 55 Runs gegen die Niederlande hinzufügen.
Bei der Tour gegen England im Oktober 2011 erzielte sie ein Half-Century über 72 Runs im ersten WODI. Auch war sie wieder Bestandteil der Mannschaft beim ICC Women’s World Twenty20 2012, bei dem sie als beste Leistung 33 Runs gegen Sri Lanka erreichte und dabei als Spielerin des Spiels ausgezeichnet wurde. Im Januar 2013 folgte der Women’s Cricket World Cup 2013, bei dem sie im ersten Spiel gegen Australien ein Fifty über 59 Runs erreichte. Zu Beginn der Saison 2013/14 erreichte sie ein WODI-Fifty gegen Bangladesch (76* Runs) und jeweils ein Fifty in der WODI- und WTwenty20-Serie gegen Sri Lanka (53 und 51* Runs). Zum Ende der Saison beim ICC Women’s World Twenty20 2014 war ihre beste Leistung 30 Runs gegen Australien.

### Konkurrenz im Team und Verletzungen
Im September 2014 erzielte sie ein Half-Century (53 Runs) in der WTwenty20-Serie gegen Irland. Einen Monat später erreichte sie 59 Runs in Sri Lanka und wurde als Spielerin des Spiels ausgezeichnet. Im November folgte dann ihr zweiter WTest in Indien und erzielte dabei ein Half-Century (56 Runs). Im Februar 2016 kam England nach Südafrika und Chetty erzielte zwei Fifties (90 und 66 Runs) und tat dies ebenso in der nachfolgenden Tour gegen die West Indies (51 und 55 Runs). Beim folgenden ICC Women’s World Twenty20 2016 konnte sie gegen Australien 34 und gegen Irland 35 Runs erreichen. Bei der Tour in Irland im folgenden Sommer erreichte sie 95 Runs im dritten WODI, jedoch war dieses auch die letzte Tour für vier Jahre, bei dem sie ein WTwenty20 bestritt.
Beim Women’s Cricket World Cup Qualifier 2017 erreichte sie gegen Indien ein Fifty über 52 Runs. Zwei weitere Half-Centuries erreichte sie bei einem Vier-Nationen-Turnier in Südafrika gegen Irland (70 Runs) und Indien (76 Runs). Beim Women’s Cricket World Cup 2017 in England war ihre beste Leistung dann 37 Runs gegen Australien. In der Folge wurde sie nicht für die WTwenty20-Serie in England im Sommer 2018 nominiert und verletzte sich kurz vor dem ICC Women’s World Twenty20 2018 am Rücken, so dass sie dort nicht teilnehmen konnte. Es dauerte bis September 2019, bis sie wieder zurück ins Team fand. So war sie wieder Teil des Teams beim ICC Women’s T20 World Cup 2020, erzielte dort jedoch keine Runs. Beim Women’s Cricket World Cup 2022 war ihre beste Leistung 31 Runs gegen Neuseeland. Kurz vor den Commonwealth Games 2022 zog sie sich eine Rückenverletzung zu und musste ihre Teilnahme absagen.